# Multicorer

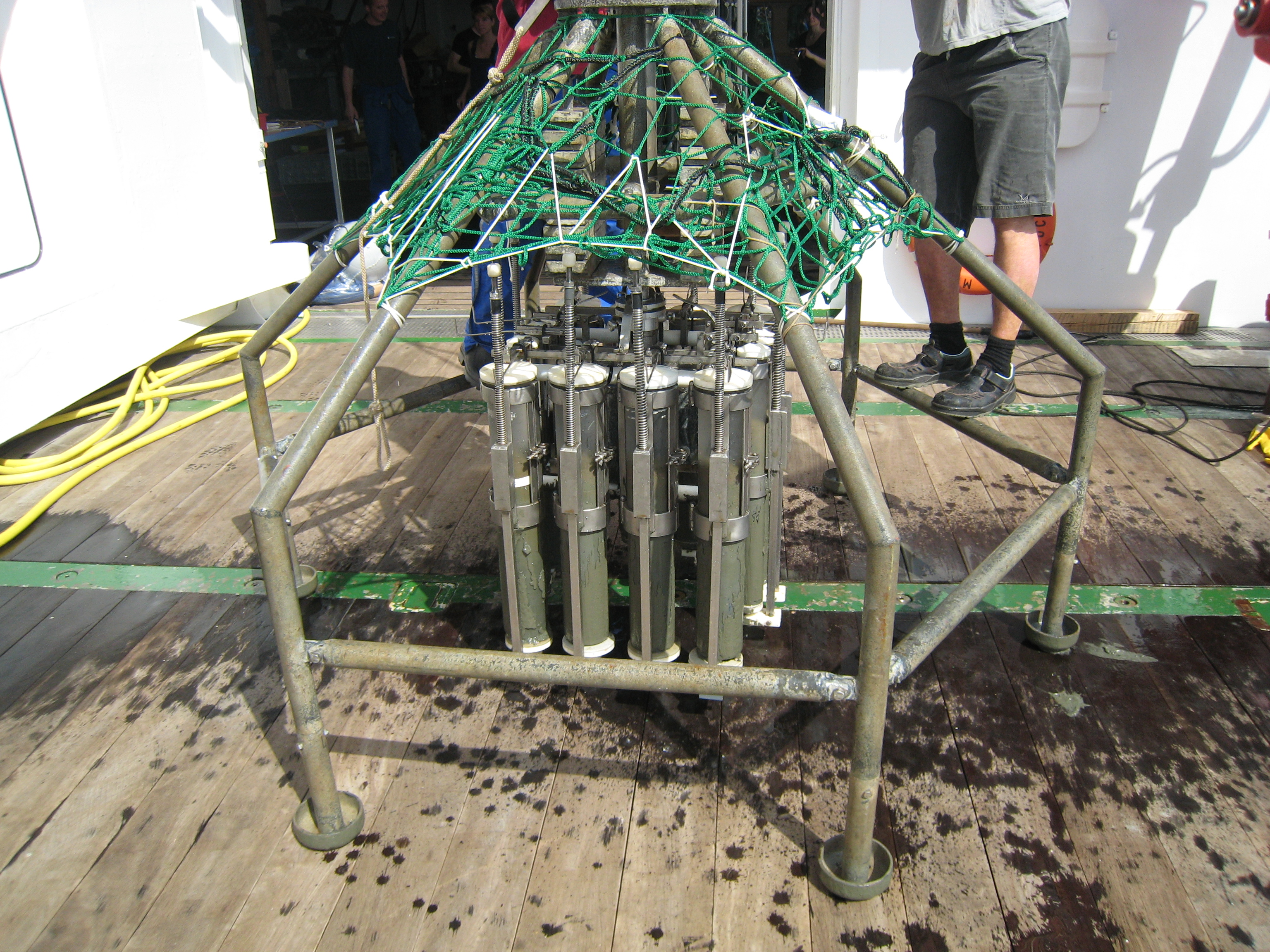
Gefüllter Multicorer nach dem erfolgreichen Einsatz

Der Multicorer (auch in der Schreibweise Multi Corer; kurz: MUC) ist ein meeresgeologisches Probennahmegerät zum Einsatz auf Forschungsschiffen. Mit ihm können Sedimentproben aus dem Meeresboden „gestanzt“ werden.

## Beschreibung
Gewöhnlich besteht der Multicorer aus einem äußeren Rahmen und einem inneren, vertikal beweglichen Kopf. Der Rahmen dient dem Schutz des Geräts. An ihm sind außerdem die Füße befestigt, mit denen das Gerät auf dem Meeresboden aufsetzt. Der Kopf besteht aus einer Anzahl von vertikal montierten Rohren, die normalerweise aus einem transparenten Kunststoff bestehen, was eine erste visuelle Prüfung des gewonnenen Sediments zulässt. Darüber hinaus sind für jedes Rohr am oberen und am unteren Ende jeweils eine Verschlussklappe montiert.

## Funktionsweise
Der Multicorer wird vorbereitet, indem zunächst die Probennahmerohre in ihre Halterungen eingebaut werden. Die Verschlussklappen der einzelnen Rohre werden geöffnet und arretiert: der Multicorer wird „gespannt“, das Gerät ist einsatzbereit. Nun wird das Gerät an einem Drahtseil angehoben, ein Sicherungsbolzen wird entfernt und der Multicorer wird am Drahtseil hängend zum Meeresboden abgelassen (gefiert). Dort setzt der äußere Rahmen mit seinen Füßen auf. Um das Einsinken zu verhindern, können je nach Beschaffenheit des Sediments unterschiedliche Füße montiert werden. Der innenliegende Kopf mit den Rohren bewegt sich durch montierte Gewichte weiter und drückt die Rohre in das Sediment.
Anschließend wird der Multicorer gehievt. Dabei werden die arretierten Verschlussklappen entriegelt und verschließen die Rohre am oberen und unteren Ende. Das Gerät wird an Bord geholt und gesichert. Die mit Sediment gefüllten Rohre sowie das über dem Sediment eingeschlossene Wasser können auf diese Weise ohne Verwirbelungen gewonnen werden. Das Sediment bildet eine zeitliche Abfolge von Ablagerungen. Die Rohre werden ausgebaut und zu wissenschaftlichen Untersuchungen ins Labor gebracht.